# Mahakala

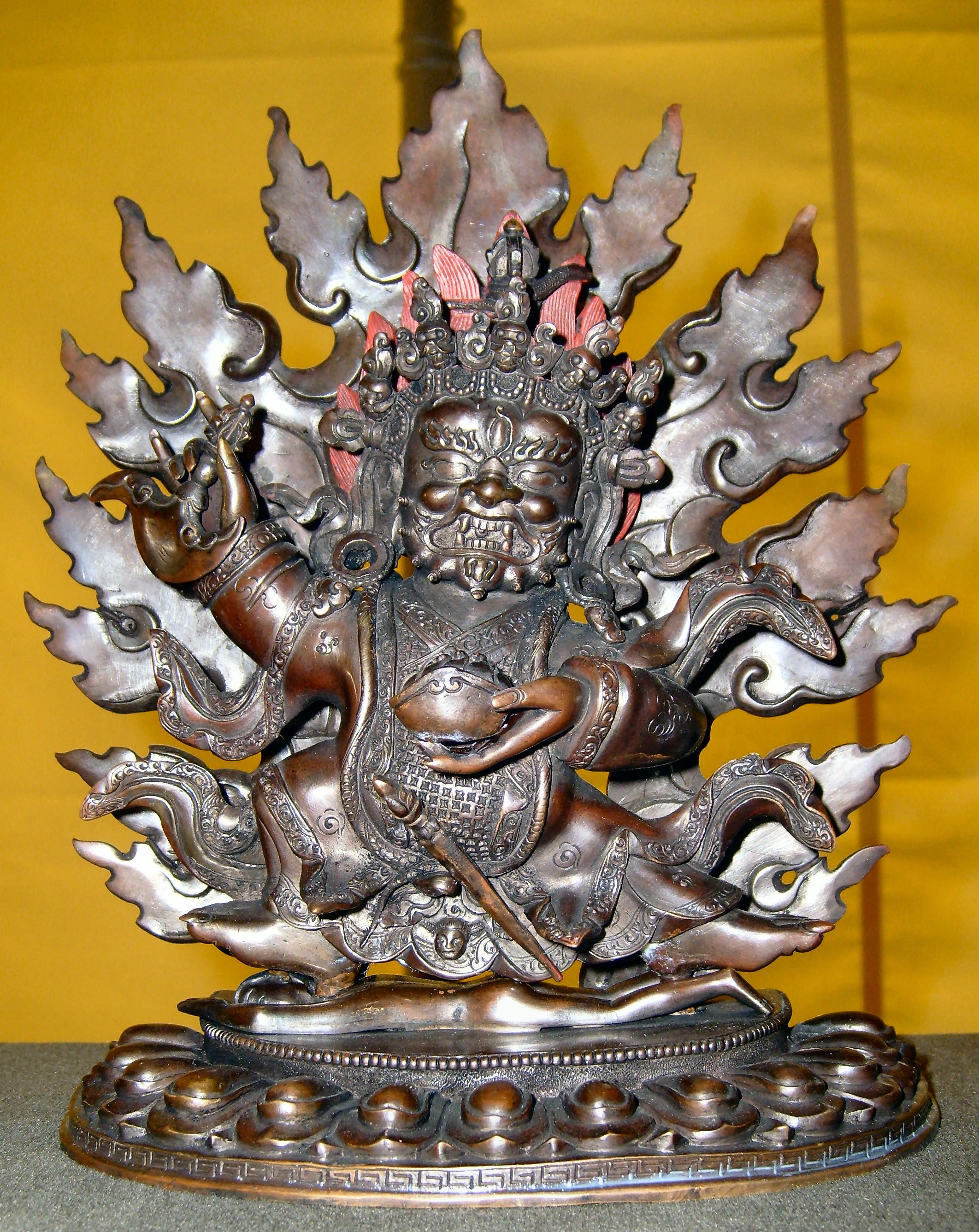
Dwuramienny Mahakala swymi stopami depcze wszystkie negatywne siły, w prawej ręce trzyma nóż który odcina wszystkie negatywności. W lewej ręce przy sercu trzyma czaszkę z krwią ego, nektar wielkiej mądrości.

Mahakala (sanskryt, m., महाकाल, mahākāla, Wielki Czarny lub też Wielki Czas) – najpotężniejszy Strażnik Dharmy w buddyzmie tybetańskim. Ma też żeńską formę, Mahakali.
W typowej formie czarny kolor symbolizuje jego wszechogarniającą i wszechstronną naturę, ponieważ jest to barwa, w której wszystkie kolory łączą się; absorbuje wszystkie i rozdziela je. Tak jak kolory znikają w czerni, tak samo nazwy i formy stapiają się w Mahakali. Czarny wyraża również kompletny brak kolorów, co również symbolizuje naturę Mahakali jako ostatecznie rzeczywistą. W sanskrycie nosi to nazwę nirguna (poza wszelkimi właściwościami i formami).
Mahakala jest przedstawiany najczęściej w jednej ze swoich trzech form. Każda forma posiada wyraźne różnice we właściwościach oraz aspektach, symbolizowanych przez fizyczne formy jak również przez różne narzędzia trzymane w dłoniach.

## Sześcioramienny (Shadbhuja) Mahakala (mGon po phyag drug pa)
Ta forma jest najbardziej faworyzowana przez szkołę Gelugpa buddyzmu tybetańskiego, w tej manifestacji Mahakala jest uważany za gniewną i potężna emanację Awalokiteśwary, buddy współczucia.
Jest przedstawiany z symbolicznymi atrybutami:
1. Korona z pięciu czaszek: Jest on noszony przez wszystkie manifestacje Mahakali i reprezentuje przemianę pięciu negatywnych emocji ludzkiej natury w pięć mądrości.
2. Sześć ramion oznacza udane zakończenie sześciu doskonałości (shad-paramita), które są praktykowane i doprowadzane do perfekcji przez bodhisatwów w czasie ich treningu.
3. W rękach trzyma różne narzędzia, każde o symbolicznym znaczeniu.

## Czteroramienny (Chatur-bhuja) Mahakala (mGon po phyag bzhi pa)
Czteroramienny Mahakala jest przypisywany szkołom Ningma i Drikung Kagyu buddyzmu tybetańskiego.
Cztery ramiona tej manifestacji Mahakali pokazują jedno z czterech pozytywnych działań, które mają być jego wyjątkowym darem dla jego czcicieli.
- Łagodzi choroby, przeszkody i kłopoty.
- Poprawia życie, dobre właściwości i mądrość.
- Przyciąga wszystko czego potrzebują praktykujący Dharmę i przyciąga ludzi do Dharmy.
- Usuwa pomieszanie, wątpliwości i ignorancję.

## Dwuramienny Mahakala (mGon po phyag drug pa)
Dwuramienny Mahakala, zwany też Bernagczien (Wielki Czarny), moc która jest tak silna, że nie ma żadnego imienia. Mówi się tylko o jego atrybutach. Jest głównym strażnikiem szkoły Karma Kagyu, a ściślej biorąc, osobistym strażnikiem Karmapów.
Ponadto również występuje dwuramienny Mahakala zwany Maning, który jest specjalnym strażnikiem nauk ningma oraz dzogczen.

## Biały Mahakala (Skt. Shad-bhuja Sita Mahakala; Tyb. mGon po yid bzhin nor bu),Gynkar
Jest to aspekt Sześcioramiennego Mahakali, skoncentrowany na realizowaniu łagodnych aktywności, którego praktyka szczególnie
(i) przynosi dobrobyt,
(ii) daje doskonałe warunki do medytacji
oraz (iii) ochrania przed lękami stanu bardo.
Biały Mahakala jest znany jako mGon po yid bzhin nor bu w języku tybetańskim, gdzie cztery ostatnie oznaczają 'Spełniający Życzenia Klejnot' lub 'Spełniający Życzenia Król Klejnotów'. Jego ikonografia jest bogata w symbole podkreślające jego status jako Bóstwa Dobrobytu. Jego atrubuty to: Klejnot Spełniający Życzenia trzymany w prawej ręce na sercu, Kapala – czarka z czaszki, z nektarem nieśmiertelności (Amritą), w której zanurzona jest waza pełna klejnotów, hak lub lasso, trójząb, drigug i damaru. Przedstawiany jest zazwyczaj w otoczeniu dakiń w różnych kolorach. Wygląda podobnie jak inni  mahakalowie. Ma wydatny brzuch, a jego twarz jest zarazem gniewna i lekko uśmiechnięta.
Praktyka Białego Mahakali wywodzi się z tantr buddyjskich. Przez indyjskich Mahasiddhów dotarła do Tybetu i była częścią tradycji Szangpa Kagyu. Później stała się popularna we wszystkich liniach buddyzmu tybetańskiego, a także w Mongolii i Buriacji. Specjalny, wielodniowy, grupowy rytuał Białego Mahakali (drubpa) odbywa się każdego roku również w Polsce w ośrodku Karma Kamtzang w Grabniku.